# Serra dos Aimorés (Minas Gerais)
Serra dos Aimorés é um município brasileiro do estado de Minas Gerais, Região Sudeste do país. Sua população estimada em 2022 era de 6 944 habitantes. Localiza-se no Vale do Mucuri e leva o nome da formação geológica Serra dos Aimorés.

## História

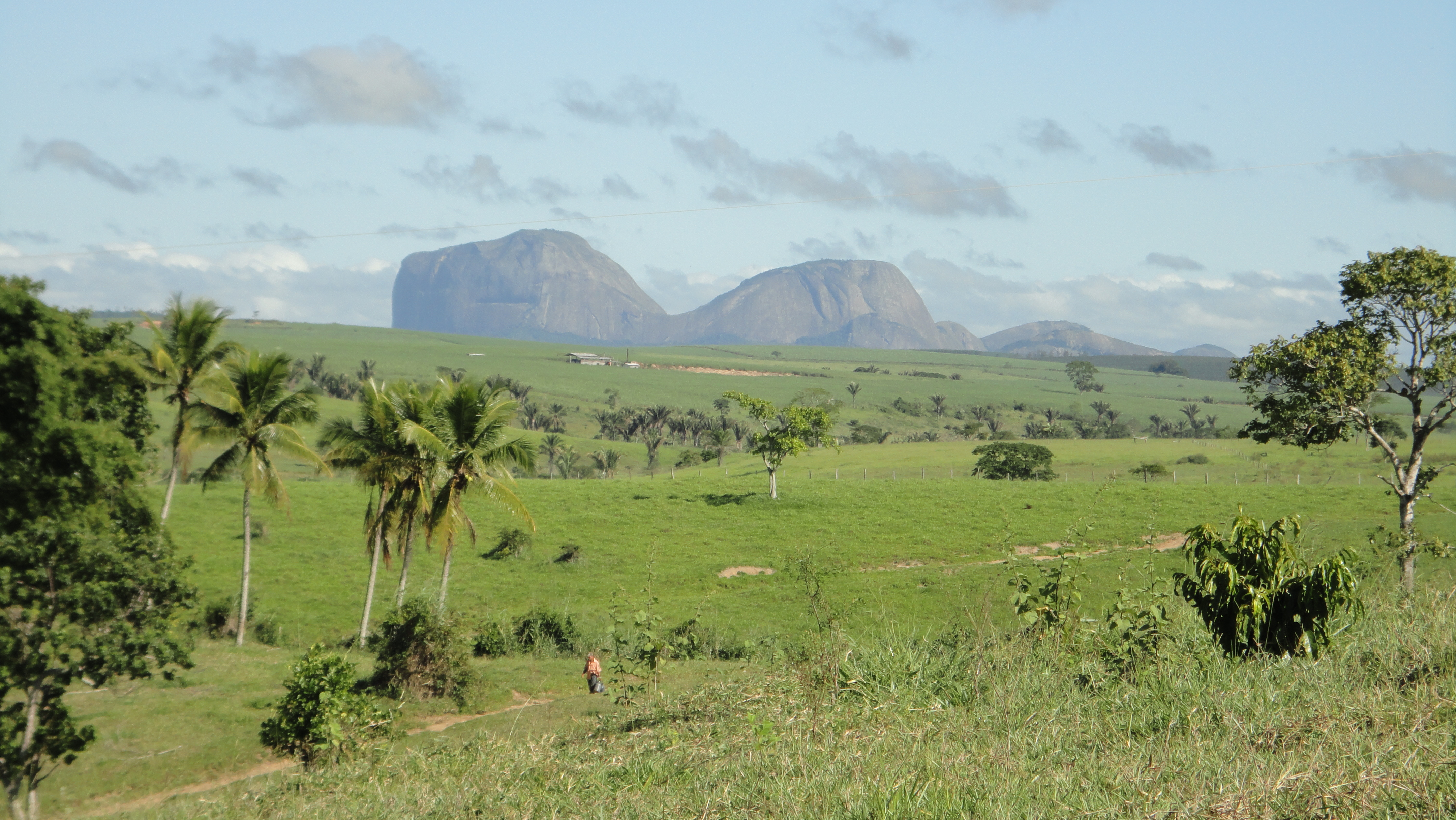
Vista da Serra dos Aimorés, que dá nome à cidade.

A cidade foi fundada por Arnô Schaper e Hermann Júlio Reuter. Serra dos Aimorés já pertenceu a Nanuque na condição de distrito até o ano de 1962, quando foi elevada à categoria de município.
A história de "serra" está ligada à instalação de depósitos e serrarias para extração da madeira, riqueza natural da região. Inicialmente, o povoado formado ao redor dos depósitos, recebeu o nome de "Km 158", passando a ser chamado, em seguida, Artur Castilho. A denominação Serra dos Aimorés, recebida posteriormente, deve-se à sua localização na serra em que habitavam os índios Aimorés, ao nordeste do estado de Minas Gerais. 
Em 1882, o então distrito passaria a ser atendido pela Estrada de Ferro Bahia e Minas, que possuía relevada importância para a região e muito contribuiu para o seu desenvolvimento, transportando passageiros e escoando toda sua produção canavieira e agrícola na ligação aos portos do município de Caravelas, no litoral baiano. Posteriormente, a ferrovia foi desativada e extinta no ano de 1966. 
Emancipou-se em 1962. Como atrativo, apresenta o Horto Florestal, com 20 mil m², plantado com árvores de pequeno porte, e uma represa, que completa o cenário. Sua economia esta baseada na agropecuária, em destaque à cana-de-açúcar.

## Geografia

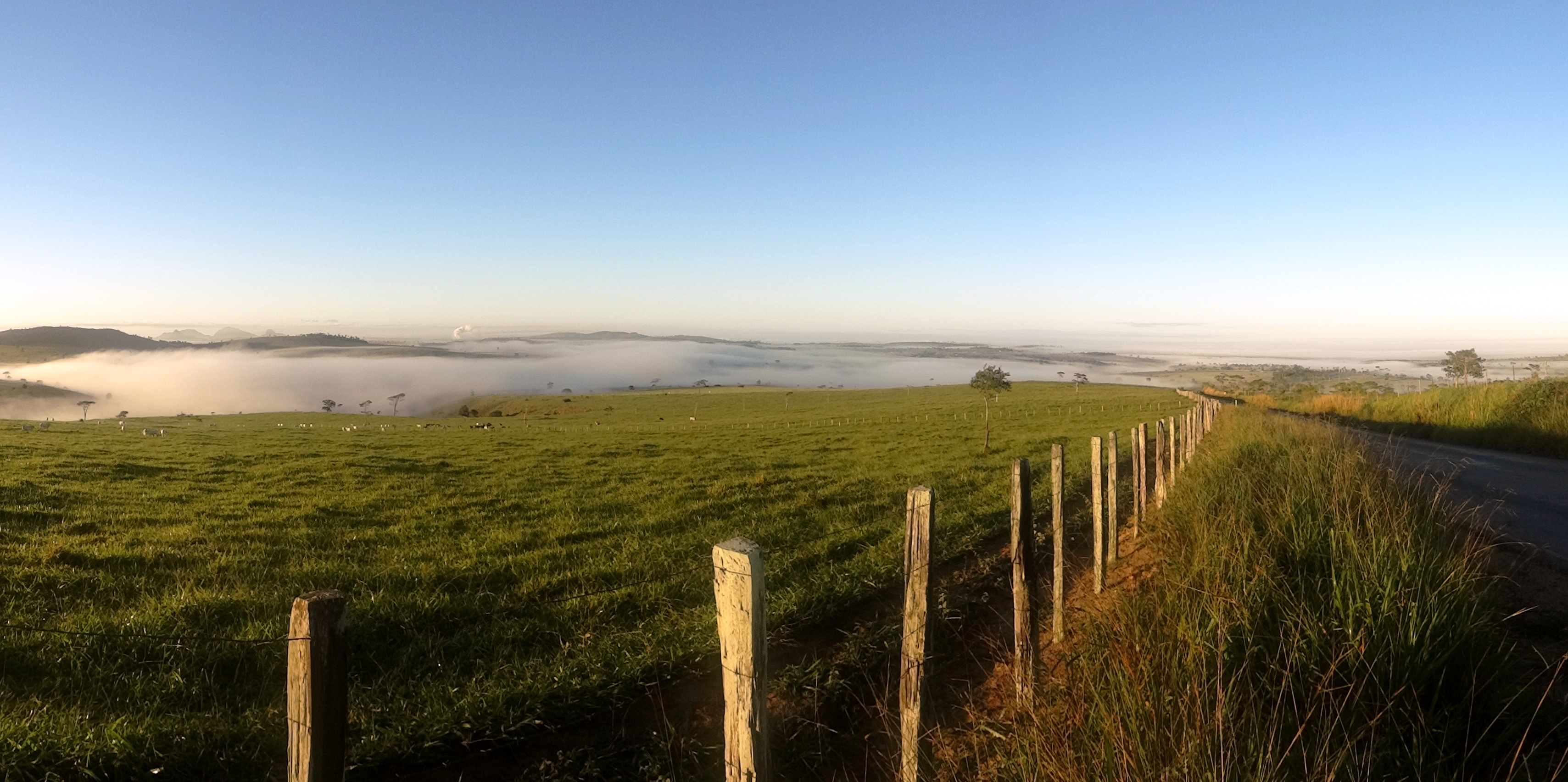
Nevoeiro ao amanhecer em um dia de inverno na zona rural

De acordo com a divisão regional vigente desde 2017, instituída pelo IBGE, o município pertence às Regiões Geográficas Intermediária e Imediata de Teófilo Otoni. Até então, com a vigência das divisões em microrregiões e mesorregiões, fazia parte da microrregião de Nanuque, que por sua vez estava incluída na mesorregião do Vale do Mucuri.

### Clima
Segundo dados do Instituto Nacional de Meteorologia (INMET), referentes ao período de 1991 a fevereiro de 2006, a menor temperatura registrada em Serra dos Aimorés foi de 6 °C em 7 de agosto de 2000, e a maior atingiu 39,5 °C em 15 de fevereiro de 1995. O maior acumulado de precipitação em 24 horas foi de 159 milímetros (mm) em 3 de janeiro de 2002. Outros grandes acumulados foram 128 mm em 20 de novembro de 1998 e 117 mm em 4 de fevereiro de 2002. Dezembro de 1992, com 401 mm, foi o mês de maior precipitação.
Já segundo dados coletados na estação meteorológica automática do INMET, instalada em 23 de agosto de 2006, a menor temperatura registrada foi de 10,7 °C em 20 de maio de 2022, e a maior atingiu 40,1 °C em 30 de dezembro de 2023.
| Dados climatológicos para Serra dos Aimorés                                                                                             | Dados climatológicos para Serra dos Aimorés | Dados climatológicos para Serra dos Aimorés | Dados climatológicos para Serra dos Aimorés | Dados climatológicos para Serra dos Aimorés | Dados climatológicos para Serra dos Aimorés | Dados climatológicos para Serra dos Aimorés | Dados climatológicos para Serra dos Aimorés | Dados climatológicos para Serra dos Aimorés | Dados climatológicos para Serra dos Aimorés | Dados climatológicos para Serra dos Aimorés | Dados climatológicos para Serra dos Aimorés | Dados climatológicos para Serra dos Aimorés | Dados climatológicos para Serra dos Aimorés |
| Mês | Jan                                         | Fev                                         | Mar                                         | Abr                                         | Mai                                         | Jun                                         | Jul                                         | Ago                                         | Set                                         | Out                                         | Nov                                         | Dez                                         |                                             |
| --- | ------------------------------------------- | ------------------------------------------- | ------------------------------------------- | ------------------------------------------- | ------------------------------------------- | ------------------------------------------- | ------------------------------------------- | ------------------------------------------- | ------------------------------------------- | ------------------------------------------- | ------------------------------------------- | ------------------------------------------- | ------------------------------------------- |
| Temperatura máxima recorde (°C) | 37,4                                        | 39,5                                        | 37,9                                        | 36,2                                        | 35,7                                        | 35,1                                        | 34,6                                        | 34,4                                        | 35,6                                        | 39,2                                        | 37,5                                        | 39,4                                        |                                             |
| Temperatura máxima média (°C) | 31,8                                        | 32,8                                        | 32                                          | 30,6                                        | -                                           | 27,7                                        | 27,3                                        | 27,3                                        | -                                           | 29,9                                        | 29,9                                        | 31,2                                        |                                             |
| Temperatura média compensada (°C) | 25,2                                        | 25,6                                        | 25,3                                        | 24,4                                        | -                                           | 21,6                                        | 21                                          | 20,8                                        | -                                           | 23,4                                        | 23,8                                        | 24,5                                        |                                             |
| Temperatura mínima média (°C) | 19,5                                        | 19,4                                        | 19,1                                        | 18,2                                        | -                                           | 15,3                                        | 14,3                                        | 13,4                                        | -                                           | 17,1                                        | 17,8                                        | 18,3                                        |                                             |
| Temperatura mínima recorde (°C) | 15,2                                        | 15,8                                        | 15                                          | 14                                          | 10,2                                        | 11,3                                        | 7                                           | 6                                           | 11,6                                        | 14,1                                        | 13,8                                        | 16,9                                        |                                             |
| Precipitação (mm) | 138,7                                       | 68,9                                        | 105,5                                       | 70,1                                        | 38,5                                        | 21,9                                        | 41,7                                        | 21,9                                        | -                                           | 81                                          | 166,7                                       | 159,9                                       |                                             |
| Dias com precipitação (≥ 1 mm) | 10                                          | 6                                           | 9                                           | 8                                           | 5                                           | 6                                           | 6                                           | 5                                           | -                                           | 8                                           | 12                                          | 10                                          |                                             |
| Umidade relativa compensada (%) | 80,6                                        | 79,1                                        | 80,8                                        | 84,8                                        | -                                           | 85,2                                        | 84,6                                        | 84                                          | -                                           | 78,6                                        | 82,3                                        | 82,7                                        |                                             |
| Fonte: Instituto Nacional de Meteorologia (INMET) (normal climatológica de 1981-2010; recordes de temperatura: 01/01/1991 a 28/02/2006) |                                             |                                             |                                             |                                             |                                             |                                             |                                             |                                             |                                             |                                             |                                             |                                             |                                             |

## Imagens

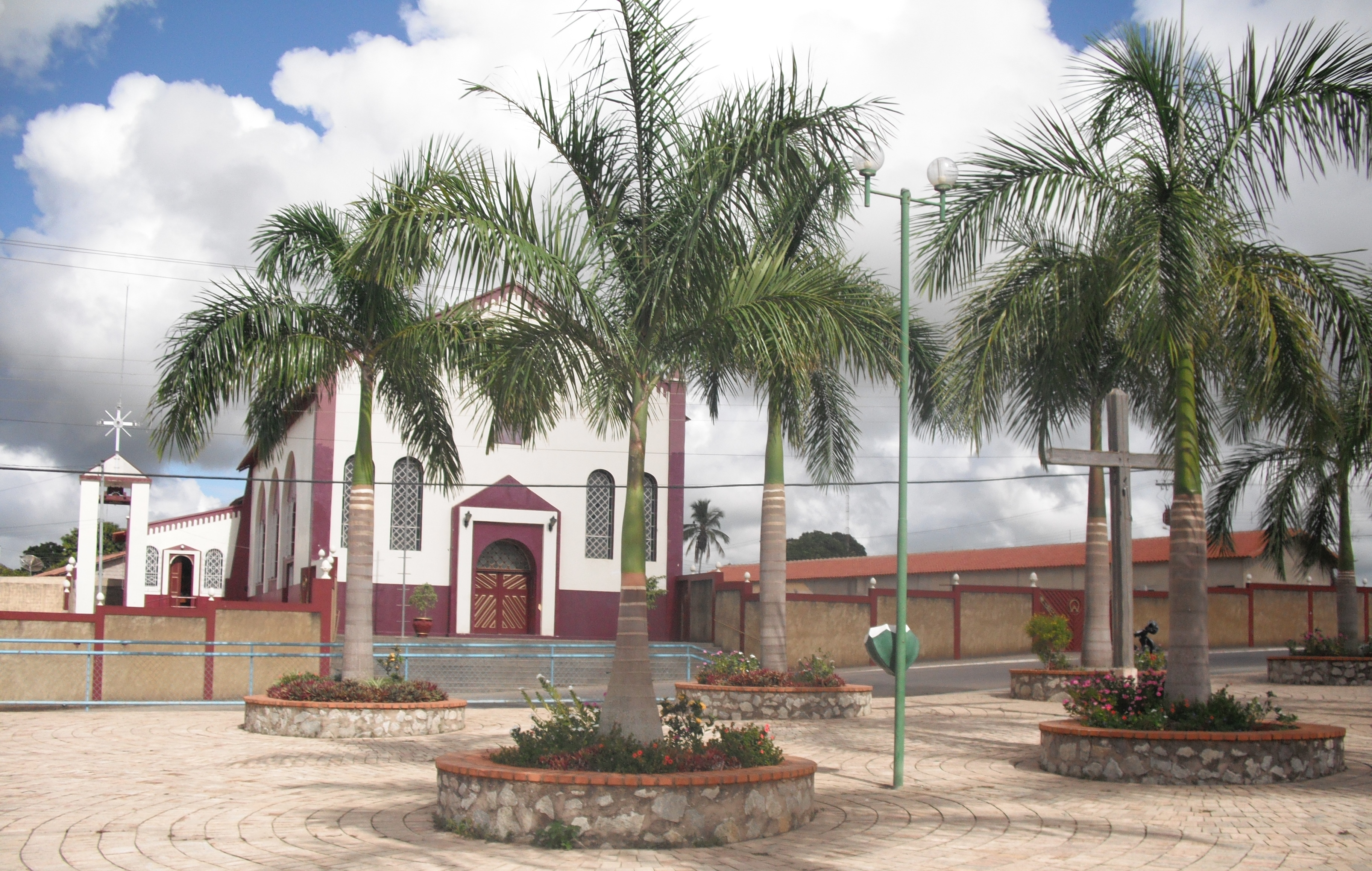
Igreja Matriz do Senhor Bom Jesus
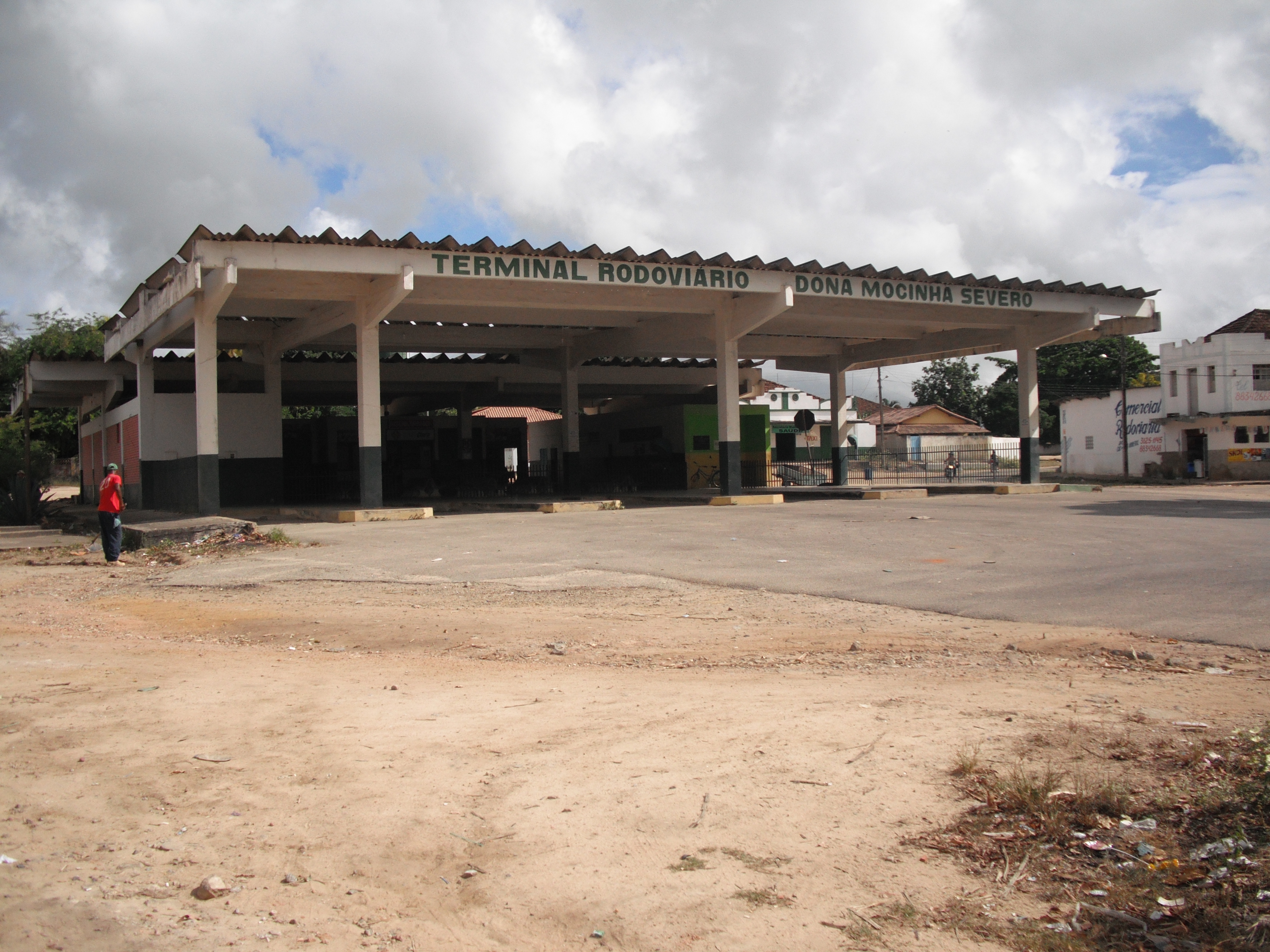
Terminal rodoviário
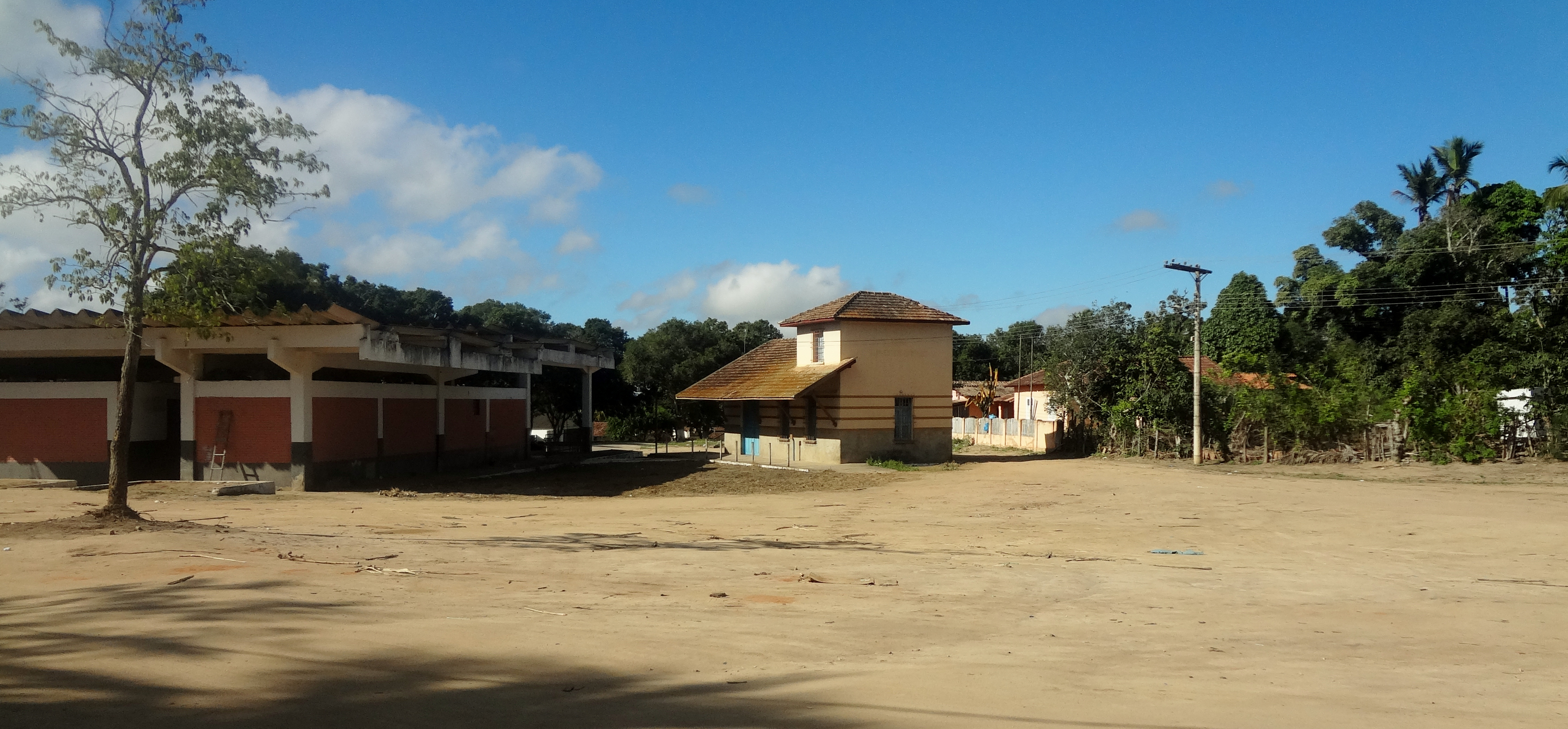
Terminal rodoviário e antiga estação ferroviária
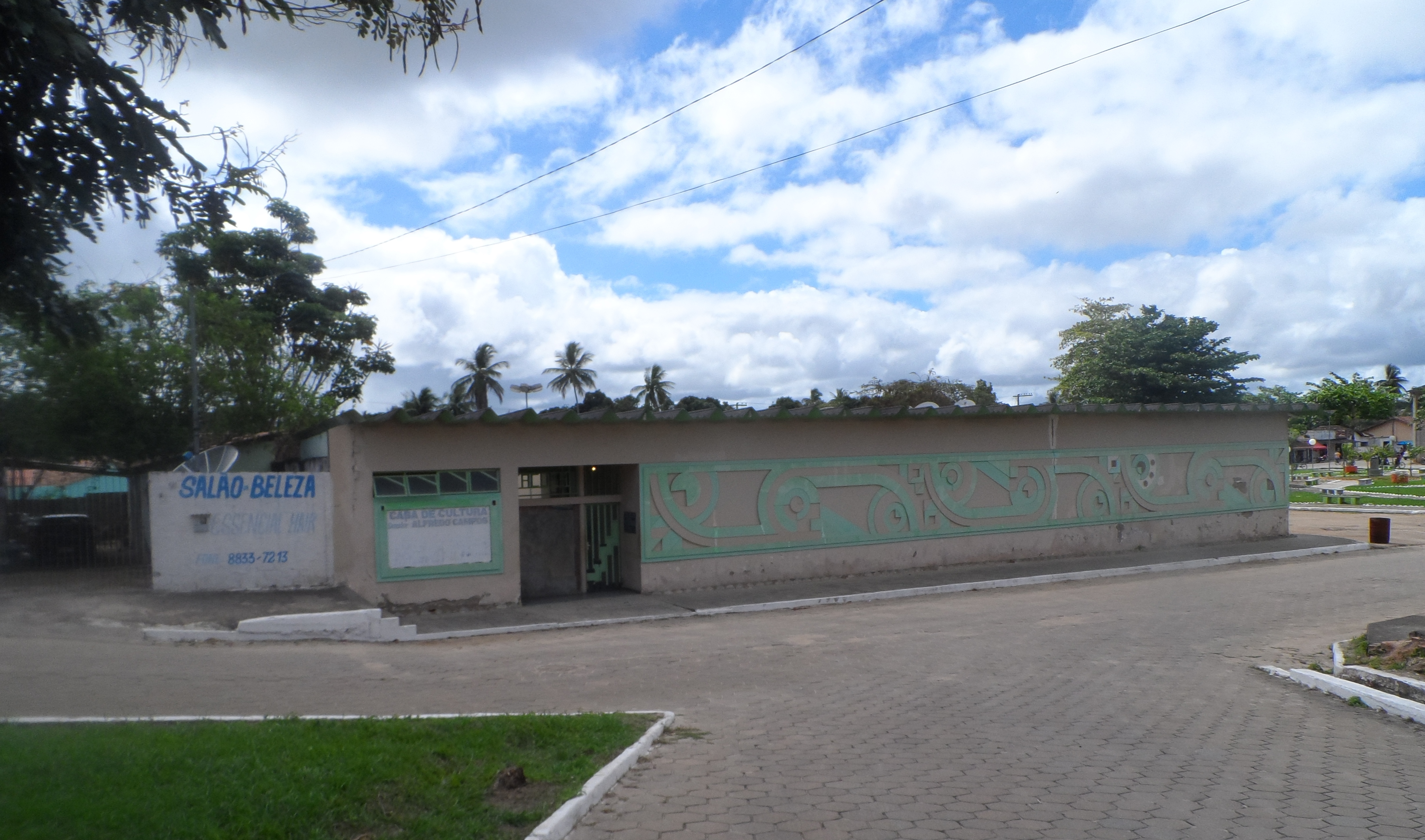
Casa da Cultura
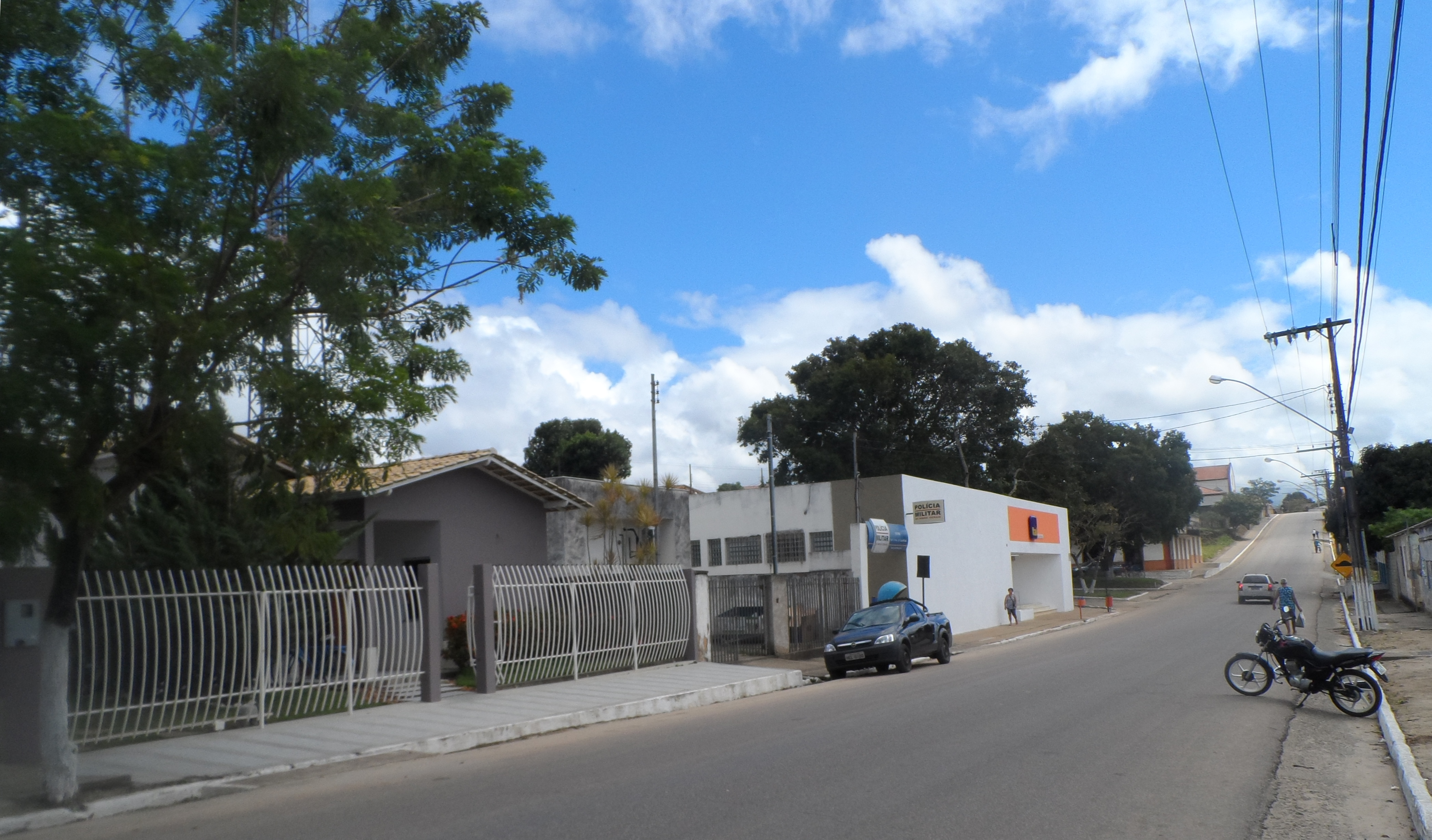
Avenida São Francisco
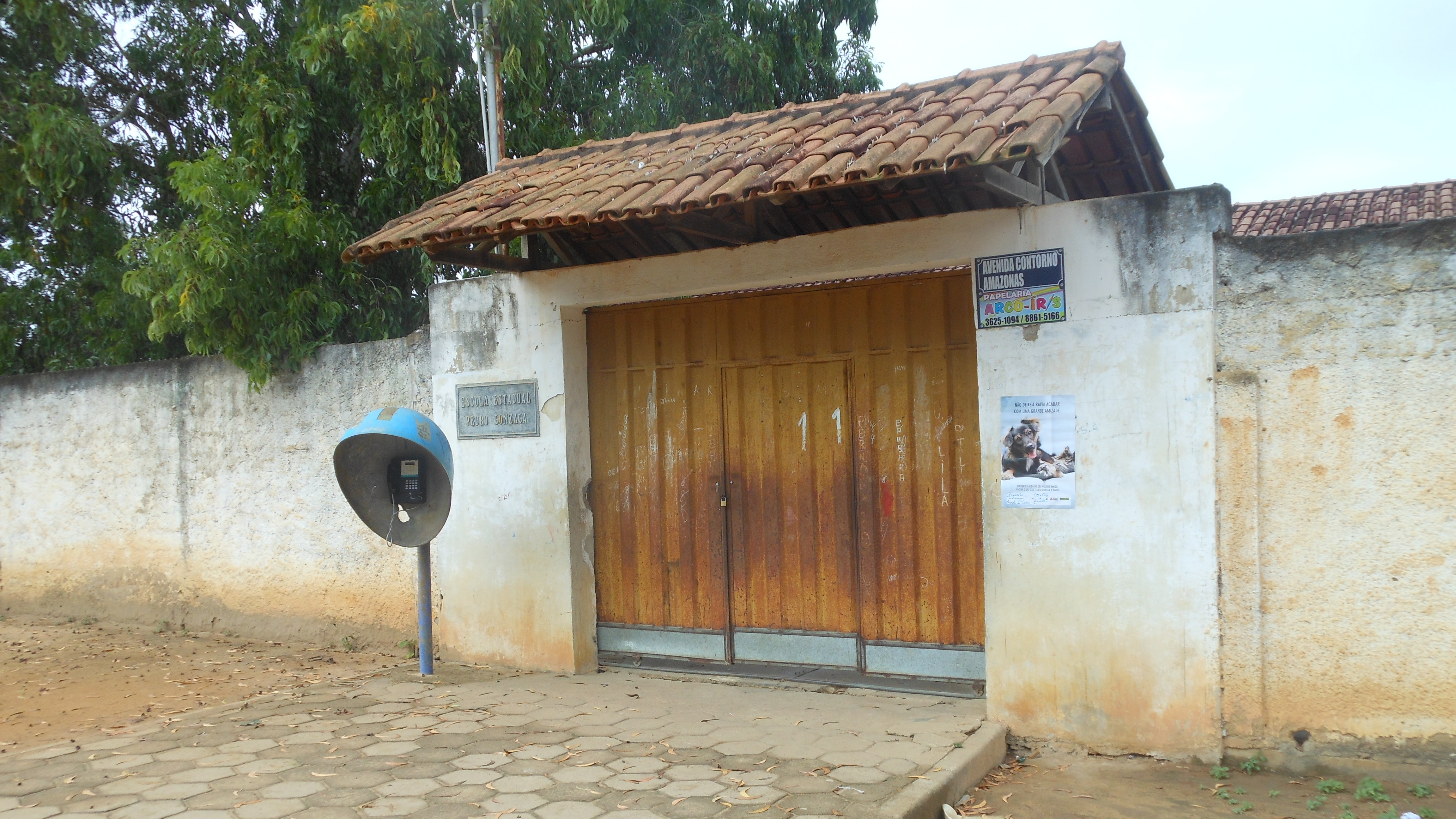
Escola Pedro Gonzaga
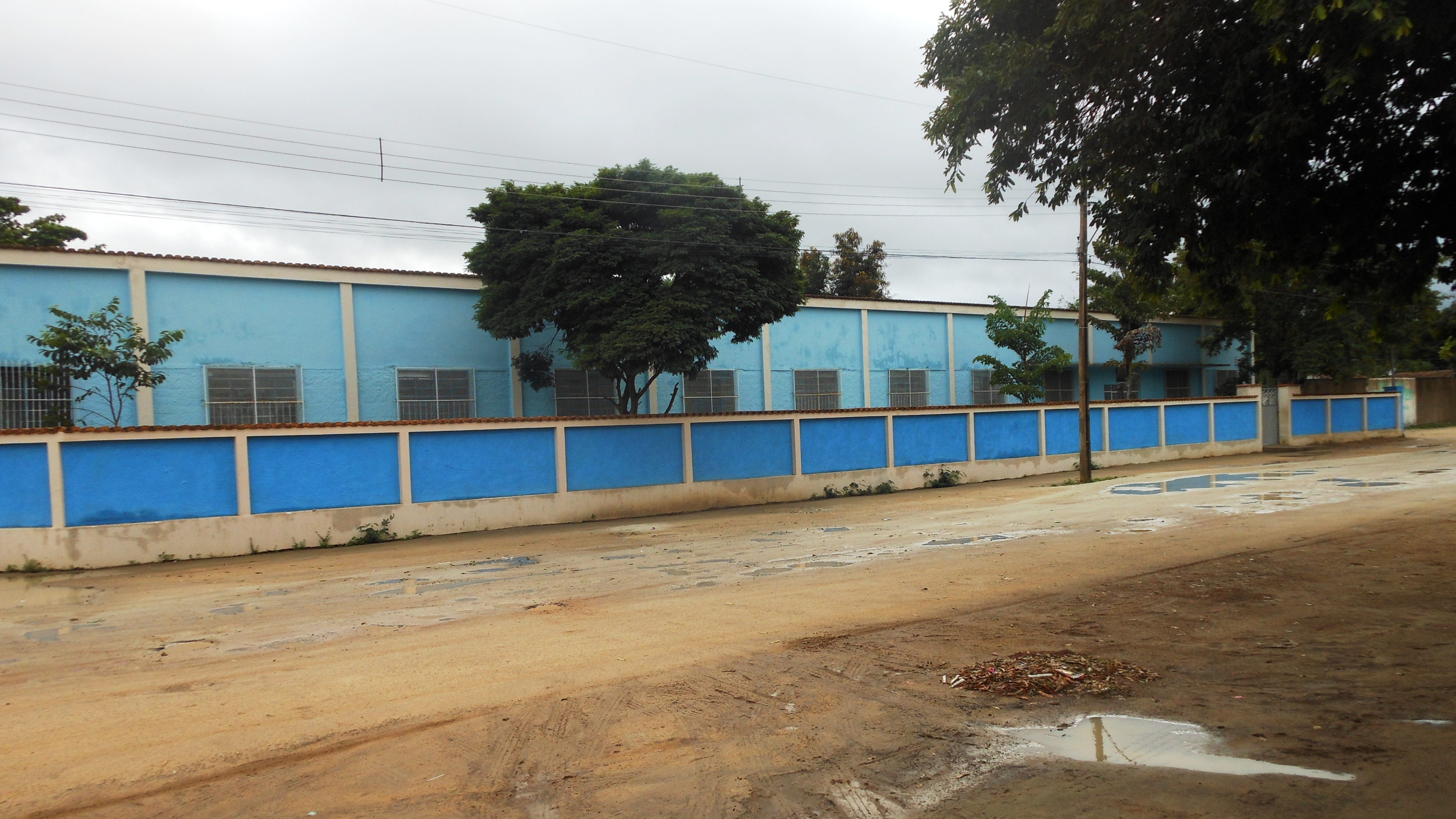
Colégio Vanda Reuter (Santa Mônica)
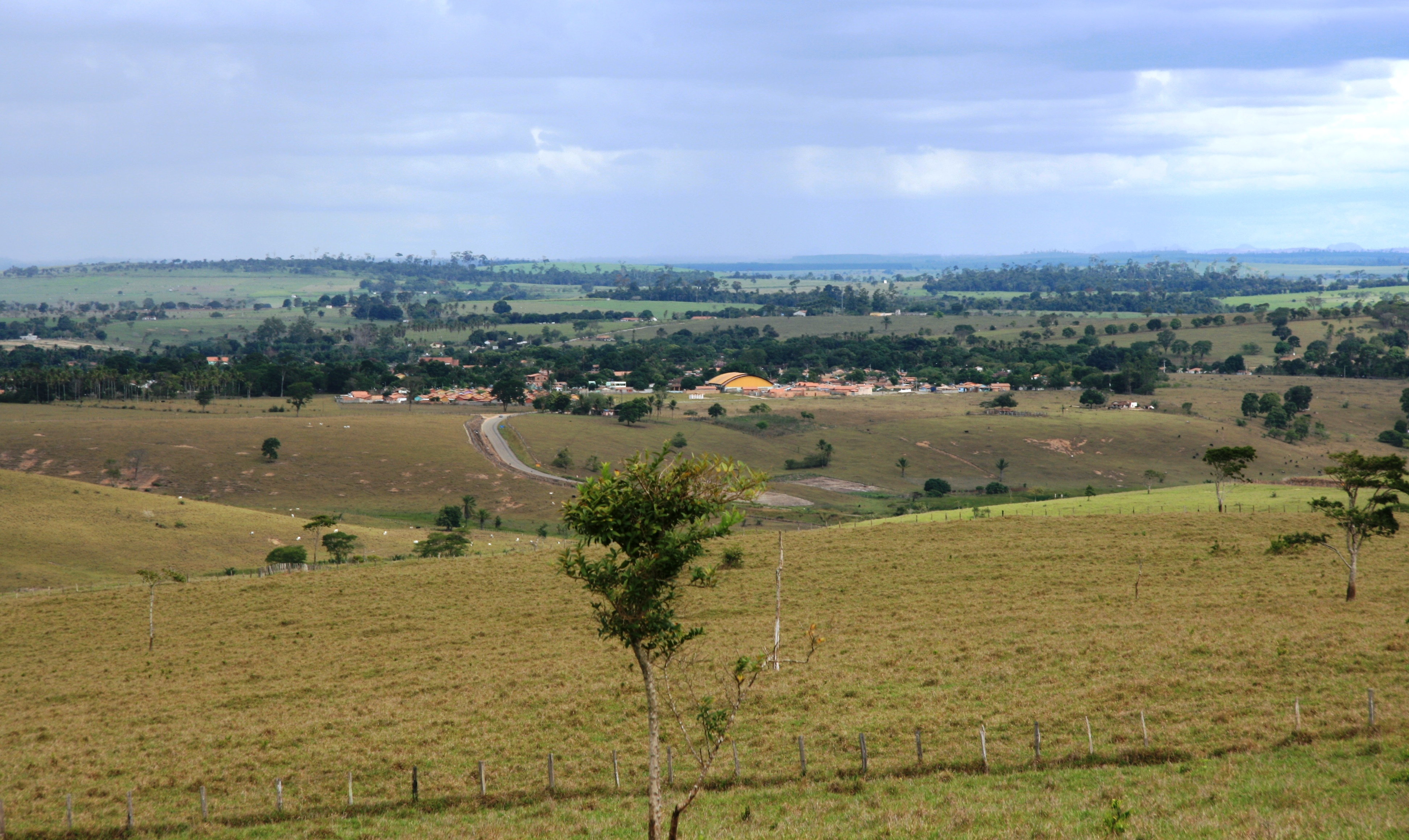
Paisagem na zona rural